# Urs (sufismo)
El urs (del árabe: عرس) es un ritual que corresponde con el aniversario de muerte de un santo sufí. Es celebrado en el sur de Asia, normalmente en el dargah (santuario o tumba) del santo, por órdenes espirituales sufíes (tarīqāt) como la Naqshbandiyyah o la Qadiriyya.
El urs de Khwaja Moinuddin Chishti en Ajmer atrae a más de 400 000 devotos cada año y está considerado como uno de los festivales urs más famoso del mundo.